# 一桥派
一橋派是指针对德川幕府13代将軍德川家定的繼嗣問題、推举一橋德川家当主，德川慶喜（后来的15代将軍）的一派。包括生父前水户藩主德川齐昭、親兄水户藩主德川慶篤、越前藩主松平慶永、尾張藩主德川庆胜等親藩大名、以及以開明的思想著称的外様大名薩摩藩主島津齊彬、宇和島藩主伊達宗城、土佐藩主山内豊信。與推举纪州德川家的德川庆福（后来的14代将軍徳川家茂）为继承人的南紀派想对立。
一橋派中的岛津齐彬也作了许多工作，将養女（天璋院）嫁给家定，统领大奥、严谨忠直的德川齐昭对奢侈的大奥十分厌恶、便将势力渗透其中。阿部死後、主导幕阁的老中，堀田正睦（佐倉藩主）对一桥派示出好意，包括围绕日米修好通商条約的争论，京都朝廷卷入其中的两派对立开始激化。松平慶永的心腹，橋本左内与岛津齐彬的心腹，西乡隆盛等人在也京都暗中活跃。南紀派的重量级人物・井伊直弼（彦根藩主）就任大老后，图谋将条約問題，継嗣問題等问题在其主导下一下子解决，将推举庆福为子嗣的一桥派击败。
被此番举措激怒的齐昭、庆笃、庆胜等人为同井伊直弼谈判，未经许可便登上江户城。分别受到了蛰居谨慎等处罚。抓住这次机会，井伊直弼开始施行「安政大獄」。京都的南紀派老中，間部詮勝（鯖江藩主）亦强力镇压，一橋派大名统统遭到隠居，謹慎等惨痛打击（岛津齐彬病死）。之后便发生了大名要求恢复权利，樱田門外之变中井伊遭暗殺、齐彬之弟-島津久光毅然率兵上京，幕府被迫实行文久改革等事。